# Innovation
Innovation (wörtlich „Neuerung“ oder „Erneuerung“; von lateinisch innovare ‚erneuern‘ abgeleitet) wird in der Umgangssprache im Sinne von neuen Ideen und Erfindungen und für deren wirtschaftliche Umsetzung verwendet. Im engeren Sinne resultieren Innovationen erst dann aus Ideen, wenn diese in neue Produkte, Dienstleistungen oder Verfahren umgesetzt werden, die tatsächlich erfolgreich Anwendung finden und den Markt durchdringen (Diffusion). Der komplementäre Prozess zur Innovation ist die Exnovation, die Abschaffung von nicht mehr wirksamen oder gewünschten Prozessen, Produkten oder Technologien.
In die Wirtschaftswissenschaft wurde der Begriff durch Joseph Schumpeter mit seiner Theorie der Innovationen eingeführt; hier ist er als Aufstellung einer neuen Produktionsfunktion definiert. Die Innovation ist ein willentlicher und gezielter Veränderungsprozess hin zu etwas Erstmaligem, „Neuem“. Wirtschaft und Gesellschaft wandeln sich, wenn Produktionsfaktoren auf eine neuartige Art und Weise kombiniert werden.
Auch in der Geisteswissenschaft und der Kultur wird der Begriff Innovation verwendet. Das forschende Suchen nach neuen Erkenntnissen oder künstlerischen Lösungswegen und Lösungen setzt Neugier, Kreativität und Lust auf Erneuerung voraus. Merkmal künstlerischer Avantgarden ist es, bisher unbekannte („innovative“) Ausdrucksformen zu finden und zu nutzen.

## Allgemeines
Historisch betrachtet gibt es Zeiten, zu denen Neuerungen schubartig aufkamen. In diesem Fall bedingte ein Entwicklungsdruck als Folge gesellschaftlicher Gegebenheiten oder negativer Faktoren zum Beispiel in Form von Kriegen, Missernten oder Überbevölkerung das Auftreten von Innovationen („Not macht erfinderisch“). Innovationen entstehen durch „Forschung und Entwicklung“ (F&E, englisch R&D für research and development).

„Westliche Kulturen betonen traditionell eher den aktiv schaffenden Aspekt von Kreativität im Sinne des lateinischen ‚creare‘, das schaffen, erzeugen und gestalten bedeutet. Im alten Ägypten und in östlichen Kulturen erscheint demgegenüber Kreativität als Einfügen in einen natürlichen Wachstumsprozess, der in der zweiten sprachlichen Wurzel von Kreativität anklingt: ‚crescere‘ (‚werden‘, ‚geschehen‘, ‚wachsen-lassen‘).“

Eine Invention (Erfindung) ist noch keine Innovation. Inventionen umfassen neue Ideen bis einschließlich Prototypenbau beziehungsweise konkreter Konzeptentwicklung in der vormarktlichen Phase. Von Innovation im ökonomischen Sinne kann erst gesprochen werden, wenn ihre Nützlichkeit erkannt und ein Produkt, Produktionsprozess oder ein Geschäftsmodell entsprechend neu eingeführt oder verändert wird. Dabei kann es sein, dass der Nutzen oder Wert einer Innovation erst nach einer langen Phase entdeckt wird. Viele hergestellte Objekte sind im Moment ihrer Schaffung noch „Unsinn“. Das Hergestellte wird sinnvoll erst in einem Interpretations- und Anwendungsprozess.
Mit anderen Worten: Die Innovation muss ihre eigenen Geltungsvoraussetzungen mit produzieren, indem sie in einem sozialen Interaktions- und Sinnstiftungsprozess Anerkennung findet. Sie ist also mit dem kreativen Schöpfungsakt bei weitem nicht abgeschlossen. Der Wert der Innovation kann durch den Interaktionsprozess mit den Anwendern auch weiter gesteigert werden. Die Anwender können den Wert einer Innovation auch in Eigenschaften erblicken, die der kreative Schöpfer nicht voraussehen konnte. So wollte Thomas Alva Edison das Telefon ursprünglich für Opernübertragungen nutzen.

## Klassifizierung

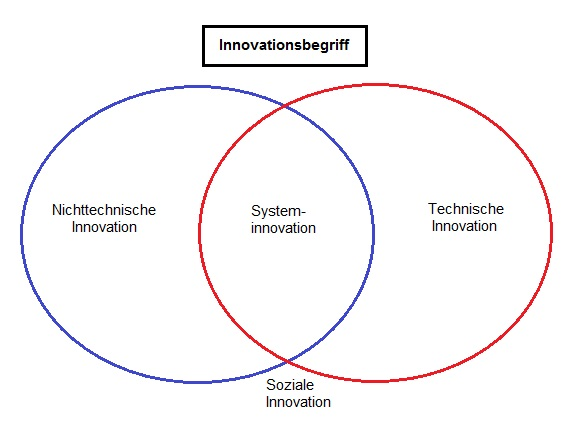
Innovationsbegriff

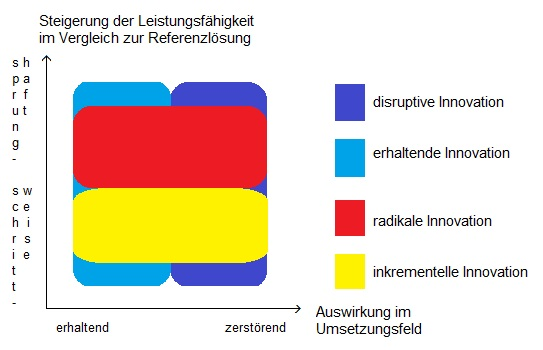
Vergleich von Innovationen

Neu kann in diesem Sinne eine echte Weltneuheit oder aus Sicht eines einzelnen Unternehmens, Mitarbeiters etc. eine subjektive Neuheit bedeuten. Zu einer Innovation gehört nicht nur die Neuartigkeit; vielmehr muss sie auch einen Bedarf decken, d. h., sie muss aus der Sicht von Anwendern nützlich erscheinen.
Man unterscheidet eine Vielzahl von Innovationskategorien, grundsätzlich können 3 übergeordnete Kategorien gebildet werden:
1. Produkt-Service-Innovationen
2. Prozess-Verfahrensinnovationen
3. Konzeptinnovationen[6]:
  - Management- und Organisationsinnovationen
  - Geschäftsmodellinnovationen

Innovationen können auch nach Fachgebieten unterschieden werden:
- Soziale und gesellschaftliche Innovationen (wie z. B. die Schaffung des dualen Ausbildungssystems)
- Design-Innovationen (Kunstinnovationen, wie z. B. Darstellung von Comicfiguren als Kunst wie es Roy Lichtenstein tat)[7]
- Juristische Innovationen (wie z. B. die Einführung des Schweizer Bankgeheimnisses im Jahre 1934)[7]
- Systeminnovation.[8]

Darüber hinaus können Innovationen auch nach der Art ihrer Entstehung unterteilt werden in:
- geschlossene Innovation („Closed Innovation“) (die Innovatoren befinden sich ausschließlich innerhalb einer Organisation) und
- offene Innovation („Open Innovation“): Organisationen können sich in einer zunehmend diversifizierten Welt weit verteilten Wissens nicht nur auf ihre eigene Innovationskraft verlassen, sondern sind verstärkt auf die Integration und Nutzung externer Informationen und Kompetenzen angewiesen.
- Transferinnovationen: Organisationen machen sich bereits vorhandenes Wissen zu eigen und wenden es auf ihre Produkte oder Prozesse an.[9]

Eine weitere Möglichkeit der Kategorisierung von Innovationen ist der Grad an Neuheit:
Dabei betrachtet man die Kombination aus Zweck des Gegenstandes oder Produktes und die Mittel, mit denen der Zweck erreicht wird. Gemäß diesen beiden Dimensionen, lassen sich folgende Innovationsformen differenzieren:
1. Eine Invention ist das erstmalige Auftauchen einer Neuheit.[10]
2. Falls eine Innovation in beiden Dimensionen hohe Werte erreicht, spricht man auch von einer radikalen, disruptiven, revolutionären oder  Sprunginnovation im Unterschied zur inkrementellen Innovation.
3. Wenn eine Innovation grundlegend für ein gesamtes Technikfeld ist, wird von einer Basisinnovation gesprochen.
4. Nachfolgeinnovationen bauen auf Basisinnovationen auf, vier Ausprägungen lassen sich unterscheiden:
  - Verbesserungsinnovationen: bei einem bereits existierenden Produkt werden einzelne oder mehrere Nutzenparameter verbessert, ohne dass die grundlegenden Funktionen und Eigenschaften verändert werden.
  - Anpassungsinnovationen: aufgrund von bestimmten Kundenwünschen oder Kundenbedingungen werden Problemlösungen speziell angepasst.[6]
  - Scheininnovationen: bei einem Produkt wird ausschließlich das Design verändert, ohne dass für den Kunden zusätzliche Produkteigenschaften optimiert werden. Für den Kunden stellen diese Pseudoverbesserungen keinen zusätzlichen Nutzen dar.[11]
  - Imitationen: Problemlösungen, welche andere Unternehmen bereits erfolgreich einsetzen, werden von anderen Unternehmen absichtlich nachgeahmt.[6]

## Wirtschafts- und sozialwissenschaftliche Verwendung
Nach Joseph Schumpeter (Theorie der wirtschaftlichen Entwicklung, 1911) ist Innovation die Durchsetzung einer technischen oder organisatorischen Neuerung im Produktionsprozess, nicht schon die entsprechende Erfindung.
Innovator ist für Schumpeter der „schöpferische Unternehmer“ (im Gegensatz zum Arbitrageunternehmer, der lediglich vorhandene Preisunterschiede zur Gewinnerzielung ausnutzt), der auf der Suche nach neuen Aktionsfeldern den Prozess der schöpferischen Zerstörung antreibt. Seine Triebfeder sind auf der Innovation basierende kurzfristige Monopolstellungen, die dem innovativen Unternehmer Pionierrenten verschaffen. Das sind geldwerte Vorteile (auch Innovationspreise), die durch die innovativen Verbesserungen entstehen, zum Beispiel durch die höhere Produktivität einer Prozessinnovation oder durch höhere Monopolpreise einer Produktinnovation.
Laut Jürgen Hauschildt geht es bei einer Innovation grundsätzlich um etwas „Neues“: neue Produkte, neue Märkte, neue Verfahren, neue Vorgehensweisen, neue Prozesse, neue Vertriebswege, neue Werbeaussagen und vieles mehr. Innovationen sind in ihrem Ergebnis etwas „Neuartiges“, die sich gegenüber dem vorangegangenen Zustand merklich unterscheiden. Diese Neuartigkeit muss wahrnehmbar sein; nur wer die Innovation wahrnimmt, für den kann es eine Innovation sein. Die Neuartigkeit besteht darin, dass Zwecke und Mittel in einer bisher nicht bekannten Form miteinander verknüpft werden. Diese Verknüpfung muss sich auf dem Markt oder innerbetrieblich (wirtschaftlich) bewähren. So kann ein gegebener Zweck (zum Beispiel Antrieb eines PKW) mit neuen Mitteln (Wasserstoff, Autogas, Erdgas usw.) erreicht werden oder mit gegebenen Mitteln (beispielsweise bestehender Telefonleitung) ein neuer Zweck geschaffen werden (Nutzung auch zur Datenübertragung für das Internet). Die reine Hervorbringung einer Idee genügt nicht – erst Verkauf oder Nutzung unterscheidet eine Innovation von der Invention (Erfindung).
Peter Drucker untersuchte als einer der ersten Wissenschaftler, welche Quellen für Innovation existieren. Er identifiziert 1986 sieben Quellen der Innovation plus der „großen Idee“. Letztere hat Charme, aber scheitert am häufigsten.
Clayton Christensen gilt als Entdecker der disruptiven Innovation. Diese zielt darauf ab, neue Märkte oder neue Kundengruppen durch eine radikale Änderung der Produkte anzusprechen. Besonders in den Internetunternehmen im Silicon Valley wird anhand dieses Grundsatzes versucht neue Produktlösungen zu finden und Märkte zu erschließen.

### Innovationswettbewerb
Unter Innovationswettbewerb wird der Wettbewerb um Monopolrenten, welche durch das Entwickeln von Prozess- und Produktinnovationen entstehen, verstanden. Dieser existiert immer dann, wenn Unternehmen eine Aussicht auf Monopolgewinne haben und darum mit anderen Unternehmen um diese Gewinne konkurrieren.
Um den Innovationswettbewerb besser zu verstehen, ist es sinnvoll, die Ebenen näher zu betrachten, auf denen wirtschaftliche Aktivität stattfindet:
1. Ebene des Konsums (Konsum der vorhandenen Güter)
2. Ebene der Produktion (Produktion der Güter)
3. Ebene der Innovation (Hervorbringen von neuen Gütern bzw. Produktionsprozessen)

Auf der ersten Ebene ist es notwendig, das Eigentumsrecht an einem Gut, z. B. ein Smartphone oder ein Brötchen, zu haben, um es zu konsumieren. Dadurch wird der Konsum von anderen Personen eingeschränkt und zugleich die Möglichkeit eines Marktes eröffnet. Der Besitz von Gütern, das Eigentumsrecht an einer Sache, kann zwischen Individuen getauscht bzw. gekauft und verkauft werden.
Die Produktionsebene dient dazu, die Ebene des Konsums zu erweitern, da die Güter nur in begrenzter Anzahl vorhanden sind. Wiederum das Eigentumsrecht an den produzierten Gütern, nun zum Verkauf bestimmt, ermöglicht die Erweiterung des Konsums auf der ersten Ebene. Der potenzielle Gewinn des Herstellers setzt die Anreize überhaupt zu produzieren und zu verkaufen.
Die dritte Ebene hat den Zweck den Wettbewerb auf der zweiten Ebene zu beschränken. Dies geschieht durch das Vorrecht an der Innovation für den Erfinder bzw. des Innovators. So muss man sich vorstellen, dass ein Innovator, der kein Vorrecht auf seine Innovation erhält und deshalb keine Gewinne daraus realisieren kann, keinen Anreiz hat nach einer solchen Innovation zu streben. Angenommen ein Unternehmer investiert viel Geld um ein neues Produkt zu entwerfen und zu entwickeln. Dieses würde von vielen Kunden gerne gekauft und entsprechend hoch wären die Gewinne des Unternehmers. Jedoch ohne Eigentumsrecht an diesem Produkt bzw. das Recht zur Herstellung, könnten alle anderen Unternehmen dieses Produkt ebenfalls herstellen und verkaufen. Die entstandenen Kosten der Entwicklung kann der Erfinder des Produktes nicht wieder erwirtschaften, da er nun in einem starken Wettbewerb steht. Ohne diesen Wettbewerb (Beschränkung auf der zweiten Ebene) könnte er einen höheren Preis für das Produkt verlangen und damit die Investitionskosten erwirtschaften. Deshalb sind für einen funktionierenden Innovationswettbewerb die Erteilung von Eigentumsrechten, z. B. in Form eines Patentes, über Produkt- und Prozessinnovationen eine Voraussetzung.

### Anreize und Marktstruktur – Der Wert einer Innovation
In den Wirtschaftswissenschaften haben sich einige Ökonomen mit der Frage befasst wie hoch der Wert einer Innovation für ein Unternehmen bzw. für eine Gesellschaft ist. Folgend wird lediglich der „reine“ Wert einer Innovation betrachtet und erstmal von strategischen Überlegungen abgesehen.
Ein Unternehmen, das einem starken Wettbewerb ausgesetzt ist, muss seinen Preis an das Niveau der anderen Unternehmen angleichen, da es sonst keine Produkte verkaufen würde. Eine Prozessinnovation könnte seine Produktionskosten derart senken, dass er zum Monopolisten aufsteigen könnte. Dies natürlich nur unter der Annahme, dass sein Monopolpreis sich unterhalb des Preisniveaus der Wettbewerber befindet. Aber auch wenn der Unternehmer durch die Prozessinnovation nicht zum Monopolisten aufsteigen kann, sondern lediglich seine Produktionskosten senken kann, hat er einen (Kosten-)Vorteil gegenüber seinen Wettbewerbern. Entsprechend stellt die Monopolrente bzw. die Kosteneinsparungen den Wert einer Innovation für den Unternehmer dar.
In einem Markt mit nur einem Anbieter (Monopol) sind die Anreizstrukturen für Innovationen nur sehr schwach ausgeprägt. Der Monopolist steht vor der Entscheidung ein Produkt auf den Markt zu bringen, welches sein eigenes Produkt ersetzen würde (=Ersetzungseffekt) oder kein neues Produkt auf den Markt zu bringen und weiterhin das alte Produkt zu produzieren und zu verkaufen. Da er allerdings aufgrund seiner Monopolstellung für sein bisheriges Produkt einen Monopolpreis erzielen kann, der ihm enorme Gewinne verschafft, hat der Monopolist keinen Anreiz sich einen (weiteren) Wettbewerbsvorteil durch eine Innovation zu verschaffen. Zu beachten gilt hier, dass der Anreiz eine Prozessinnovation hervorzubringen, mit dem Ergebnis einer günstigeren Produktion, auch beim Monopolisten vorhanden ist.
Bezieht man nun strategische Überlegungen mit ein, zeigt sich, dass der Monopolist durchaus ein Interesse daran haben kann eine Innovation bzw. ein neues Produkt hervorzubringen. Nämlich dann, wenn der Monopolist sich potenziellen Konkurrenten ausgesetzt sieht. Es könnte ein anderer Unternehmer eine Prozessinnovation hervorbringen, damit günstiger produzieren und ihm damit die Kunden entreißen. Im daraus resultierenden Duopol wären die Gewinne der beiden Anbieter niedriger als bei Erhalt des Monopols (=Effizienzeffekt). Dies führt zu dem Schluss, dass dem Monopolisten sehr wohl daran gelegen ist, sich um Innovationen zu bemühen bzw. darum, dass der potenzielle Konkurrent keine Innovation hervorbringt. Die gleiche Überlegung würde für eine Innovation in Form eines neuen Produktes gelten. Denn dann wäre das neue Unternehmen der Monopolist auf dem Markt. Das Bestreben sich Eigentumsrechte anzueignen nur damit potenzielle Konkurrenten nicht in den Markt eindringen können, also die Hortung von Patenten ohne Nutzungsabsicht, wird auch patent shelving genannt.
Diese Schlussfolgerungen können auf einen Markt mit vielen Anbietern übertragen werden. Dort haben die Unternehmen fast immer die Anreize sich einen Wettbewerbsvorteil mithilfe eines neuen Produktes oder kostengünstigeren Produktionsverfahren zu verschaffen.

### Patente aus wohlfahrtstheoretischer Sicht
Wie oben schon erwähnt ist das Gewähren von Eigentumsrechten an bestimmten Verfahren und Produkten als eine Notwendigkeit für den Innovationswettbewerb anzusehen. Dies kann in Form eines Patentes geschehen. Folgend einige Überlegungen zu den Auswirkungen auf die Wohlfahrt:
Es zeigt sich, dass die Vergabe von (zeitlich begrenzten) Patenten einen Wohlfahrtsgewinn für die Gesellschaft zur Folge hat. Dies resultiert aus dem Wohlfahrtsgewinn der Entwicklung eines neuen Produktes an sich (Produktvielfalt/Neuheit) und nach Ablauf des Patentes durch die höhere Konsumentenrente. Die höhere Konsumentenrente folgt aus der Preissenkung des Produktes infolge des dann herrschenden Wettbewerbs. Hinzu kommt die Produzentenrente die auch ein Teil der Wohlfahrt darstellt.
Ohne die Patentvergabe würden keine Investitionen in Forschung und Entwicklung getätigt werden bzw. nicht in dem Maße wie es aus gesamtgesellschaftlicher Sicht wünschenswert wäre.
Es besteht immer ein Trade-off zwischen den Vor- und Nachteilen bei Gewährung eines Patentes auf Zeit. Je länger die Laufzeit eines Patentes ist, desto größer sind die Anreize für Unternehmen und desto schneller haben die Kunden Zugang zu neuen Produkten oder Technologien, dies jedoch nur unter der Annahme, dass höhere F&E-Ausgaben den Innovationsprozess erhöhen bzw. beschleunigen. Dem entgegen stehen die hohen Monopolpreise, ein höherer Ressourcenaufwand für F&E und langsamere Diffusion der Innovationen. Es kann sogar so weit kommen, dass die gesamten Forschungsinvestitionen aller Unternehmen höher ausfallen als der damit verbundene Nutzen für die Wohlfahrt. Eine Begrenzung der Patentlaufzeit sollte auf jeden Fall erfolgen, da sonst zu starke Anreizverzerrungen entstehen und damit die Wohlfahrt geschädigt würde.

## Mehrdimensionaler Ansatz

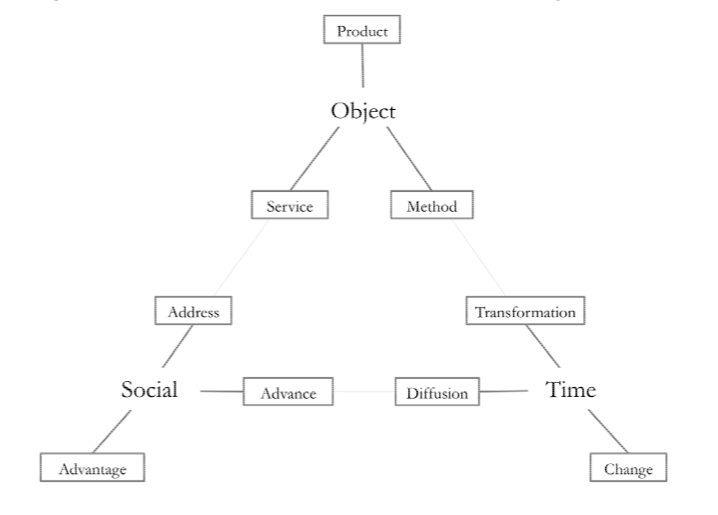
Innovation3D

Die Zahl der Definitionen des Begriffs Innovation scheint seit dessen Erfindung noch rasanter gewachsen zu sein als die Zahl der Innovationsforscher. Dabei beobachtet man die widersprüchlichsten Zugänge: So scheint Innovation gleichermaßen neue Produkte wie auch den Prozess der Herstellung oder der Verbreitung neuer Produkte bezeichnen zu können.
Immerhin herrscht insofern Einigkeit, dass Innovation zumindest dem Wortstamm nach einen Bezug zum Neuen aufweisen muss. „Neu“ bezieht sich dabei aber nicht nur auf einen zeitlichen Horizont, sondern verweist auch auf eine sachliche und eine soziale Dimension:
- Innovation als Neuheit: In der Sachdimension der Innovation beobachten wir die Einzigartigkeit bislang unbekannten und einstweilen beispielloser Artefakte wie Produkte, Methoden oder Dienstleistungen.
- Innovation als Wandel: In der Zeitdimension der Innovation erscheinen uns Innovationen als neue Prozesse (die allenfalls seinerseits zu neuartigen Artefakten führen) im Sinne von Transformationen, von Diffusionen oder schlicht von Wandlungen.
- Innovation als Vorsprung: In der Sozialdimension der Innovation beziehen wir uns auf neue Formen des Vorteils, der mit neuen Formen des Adress-Managements (z. B. in Form der Wahl neuer, attraktiver Produkte und deren Nutzung als Statussymbole) einhergeht und auch als Vorsprung beobachtet werden kann.

## Innovationsmanagement
Typischerweise gliedert sich das Innovationsmanagement in drei Phasen:
1. Impulsphase: Beobachtung von Trends, Identifikation zukunftsweisender Technologien
2. Bewertungsphase: Tauglichkeit für die jeweilige Branche
3. Technologietransfer: Projekt geht in Serie

## Innovationsforschung
Die Innovationsforschung beschäftigt sich zum einen mit der Frage, unter welchen Bedingungen und in welchen sozioökonomischen Prozessen Innovationen zustande kommen, das heißt der Genese neuer Problemlösungsanwendungsfeld-Kombinationen und der Herausbildung und Entwicklung eines regionalen und/oder Nationalen Innovationssystems.
Das kann eine Produktinnovation betreffen, aber auch eine neue Organisationsform, Technologie, ein Verfahren oder ein neues Anwendungsfeld. Zum anderen interessiert die Innovationsforschung, wie diese Ziele realisiert werden können; sie beschäftigt sich also mit Innovationsprozessen und damit mit der Frage des Übergangs des betreffenden Subjekts/Objekts vom Zustand t0 in den Zustand t1. Im Mittelpunkt der Prozessbetrachtung stehen Prozessformen, beispielsweise bewusst gesteuerte, sich selbst organisierende oder informell beziehungsweise en passant ablaufende Prozesse, sowie die Möglichkeiten und Grenzen einer gezielten Gestaltung oder Beeinflussung. Folgende Faktoren spielen bei der Diffusion (Durchsetzung) von Innovationen (nach Everett M. Rogers) eine Rolle:
1. Der subjektive Vorteil einer Innovation (beispielsweise Prestigegewinn usw.)
2. Die Kompatibilität mit einem vorhandenen Wertesystem
3. Die Komplexität bzw. die beim Erstkontakt gefühlte Einfachheit
4. Die Probierbarkeit (Möglichkeit des Experimentierens mit der Innovation)
5. Die Sichtbarkeit der Innovation

Im Rahmen der Zielgruppen werden nach der Innovationsfreude beziehungsweise nach dem Prozess der Annahme der Innovation folgende Personengruppen unterschieden:
- Innovatoren – die ersten 5 bis 10 %, die ein Produkt annehmen
- Early Adopters (Frühe Anpasser) – die nächsten 10 bis 15 %
- Frühe Mehrheit – weitere 30 %
- Späte Mehrheit – weitere 30 %
- Laggards (Nachzügler) – verbleibende 20 %

Neuerdings gilt das Forschungsinteresse zunehmend der Pfadabhängigkeit (englisch: „path dependence“) von Innovationsprozessen und deren Ergebnissen. Im Mittelpunkt steht die Annahme, dass die Entwicklungsvergangenheit einer Organisation, eines Produktes, einer Technologie usw. künftige Entwicklungsmöglichkeiten und -vorgehensweisen beeinflusst und begrenzt („history matters“). Unter Berücksichtigung der jeweiligen Historie wäre damit nicht jedes beliebig gewünschte Innovationsziel erreichbar.
Erhärten sich die bisherigen Erkenntnisse, hat das Konsequenzen für die Innovationspraxis in Unternehmen: Diese müssen nicht mehr kurzlebigen Trendkonzepten hinterherlaufen, wenn sie innovieren wollen. Vielmehr richten sie den Blick stärker auf die eigenen Potenziale und deren historische Formierung, um Wettbewerbsvorteile auf der Basis echter Alleinstellungsmerkmale zu erarbeiten.
Dem stehen Befunde der Innovationsforschung gegenüber, wonach Innovation vor allem an den Grenzstellen zwischen Systemen und Kulturen bzw. im Dialog verschiedener Akteure entstehen (Open Innovation, Kontaktinnovation) und nicht statische Kernkompetenzen, sondern die Fähigkeit zum dynamischen Austausch von Ressourcen innovationsentscheidend sind.
Die Bedeutung einzelner Akteure bzw. Mitarbeiter im Innovationsprozess wird zunehmend anerkannt. So offenbart eine globale Umfrage unter Topmanagern, dass Mitarbeiter zu den wichtigsten Innovationsquellen gezählt werden. Da der Ursprung jeder Innovation zunächst kreative Ideen sind, welche von Individuen oder Teams hervorgebracht und vorangetrieben werden, spielt das Innovationsverhalten von Mitarbeitern eine entscheidende Rolle für den Innovationserfolg.
Über den ökonomischen Fokus hinaus werden in der Forschung selbst zunehmend partizipative Methoden der Innovationsgenerierung in den Blick genommen. Dabei wird die soziale Prozesshaftigkeit von kreativem Handeln auch bei der Entwicklung wissenschaftlicher Neuerungen zugrunde gelegt. So spielen vor allem qualitative Forschungsmethoden (wie bspw. die Grounded Theory) eine bedeutendere Rolle, weil sie das soziale Handeln stärker fokussieren und deshalb hinsichtlich vielfältiger Innovationen (technische, wirtschaftliche, soziale, ökologische etc.) angewendet werden können.
Das Innovationsverhalten spiegelt sich in unterschiedlichen Phasen des Innovationsprozesses wider. Es umfasst sowohl die Entwicklung neuer Ideen, deren Konkretisierung bzw. Weiterentwicklung sowie deren Umsetzung. Dadurch unterscheidet sich das Innovationsverhalten von kreativem Verhalten bzw. Kreativität, welches sich lediglich auf die Ideengenerierung bezieht.
Die bisherigen Erkenntnisse in der Innovationsforschung deuten darauf hin, dass insbesondere der Führungsstil einen maßgeblichen Einfluss auf das Innovationsverhalten der Mitarbeiter ausübt. Während Innovationsverhalten überwiegend mit positiven Auswirkungen auf den Innovationserfolg assoziiert wird, können dadurch aber auch Konflikte und nachlassende Leistung hervorgerufen werden. Dies kann unter anderem darin begründet liegen, dass Vorgesetzte und Kollegen den mit innovativen Ansätzen und Ideen verbundenen Veränderungen von bewährten Verhaltensmustern und Abläufen kritisch gegenüberstehen.
Laut IW-Trends des Instituts der deutschen Wirtschaft Köln (2005), basierend auf Daten aus 2004 im Vergleich von 15 Industriestaaten, erreicht Deutschland Platz 11 mit einem Innovationswert von 41,7 (bei einem Wertebereich von Null bis 100). Weitere Plätze: 1. USA (Wert 77,9), 2. Großbritannien (Wert 64,0) und 3. Schweden (Wert 63,9).
Der Innovationsindikator Deutschland ist mit 150 untersuchten Einzelindikatoren der wohl am breitesten aufgestellte Indikator zur Messung der Innovationskraft in Deutschland. Er wird jährlich im Auftrag der acatech – Deutsche Akademie der Technikwissenschaften, der Deutschen Telekom Stiftung und des Bundesverbandes der Deutschen Industrie (BDI) vom Fraunhofer-Institut für System- und Innovationsforschung (ISI) in Zusammenarbeit mit dem Zentrum für Europäische Wirtschaftsforschung (ZEW) erstellt. Im Innovationsindikator Deutschland 2008 erreicht Deutschland erneut Rang 8 im Wettbewerb der 17 führenden Industrienationen, vergrößert aber seinen Abstand zu den Spitzenreitern. Deutschland fällt außerdem im Einzelindikator Bildung um zwei Plätze auf Rang 15.
Seit 2009 wird verstärkt das Modell der Reverse Innovation diskutiert. Es beschreibt das verstärkt auftretende Phänomen, dass Innovation nicht mehr nur von Industrienationen ausgehend in den weniger entwickelten Rest der Welt exportiert wird, sondern dass auch Entwicklungs- und Schwellenländer beginnen ihre Innovationskraft zu entfalten und vermehrt in entwickelte Märkte vorstoßen.